# Трайко Стамболиев
Трайко М. Стамболиев, известен като Стамболията, е български революционер, войвода на Вътрешната македоно-одринска революционна организация.

## Биография
Трайко Стамболиев е роден в 1868 година в град Кукуш, тогава в Османската империя, днес Килкис, Гърция. Влиза във ВМОРО в 1895 година. През Илинденско-Преображенското въстание е четник при Кръстьо Асенов и Трайко Гьотов. От 1905 до Младотурската революция в 1908 година е войвода на милицията на три кукушки села.